# Zeke Edit
Zeke Edit (Budapest, 1960. április 1. –) magyar díszlet- és jelmeztervező.

## Élete
Zeke Aurél és Buday Edit gyermekeként született.
Középiskolai tanulmányait a Képző- és Iparművészeti Szakközépiskolában végezte, ahol 1978-ban érettségizett. Tanulmányait a Szurikov Képzőművészeti Akadémián végezte Moszkvában 1979–1981 között. 1981-1984 között az Iparművészeti Főiskola tanulója volt.
1984–1989 között a kecskeméti Katona József Színház, 1992-től a Miskolci Nemzeti Színház tagja.

## Munkái
- F.G. Lorca: Vérnász (jelmez) (1984)
- D.F. Auber: Fra Diavoló (díszlet) (1984)
- Becket: Godot-ra várva (díszlet jelmez) (1984)
- Molière: Képzelt beteg (díszlet-jelmez) (1984)
- Dumas: A kaméliás hölgy (díszlet-jelmez) (1984)
- N. Simon: Sweet Charity (jelmez) (1985)
- Cocteau: Az emberi hang (díszlet-jelmez) (1985)
- Molnár Ferenc: Doktor úr (jelmez) (1985)
- Dunai F.: Nadrág (jelmez) (1985)
- Balázs B.: A kék szakállú herceg vára (jelmez) (1986)
- Beaumarchais: Figaro házassága (díszlet-jelmez) (1986)
- Karinthy F.: Tanár úr kérem (jelmez) (1986)
- Gyuricza K.: Francia Polonéz (díszlet-jelmez) (1987)
- Weöres Sándor: Holdbéli csónakos (jelmez) (1986)
- Jakobi V.: Sybill (díszlet-jelmez) (1987)
- William Shakespeare: Velencei Kalmár (jelmez) (1987)
- Németh L.: Villámfénynél (díszlet) (1987)
- Lehár Ferenc: Luxemburg grófja (díszlet-jelmez) (1987)
- Karinthy: Maszlag (díszlet) (1988)
- Herczeg Ferenc: Bizánc (jelmez) (1987)
- Kálmán Imre: Cirkusz hercegnő (díszlet-jelmez) (1988)
- William Shakespeare: Othello (díszlet) (1988)
- Ghelderode: Színész el (díszlet-jelmez) (1989)
- Csurka István: Megmaradni (jelmez) (1989)
- Szirmai A.: Mágnás Miska (jelmez) (1989)
- Czerkovitz: Csókos asszony (jelmez) (1989)
- Eisemann: Én és a kisöcsém (diszlet-jelmez) (1989)
- Niccodémi: Tacskó (díszlet) (1989)
- Ábrahám: Bál a Savoyban (jelmez) (1989)
- Kálmán Imre: Csárdáskirálynő (jelmez) (1990)
- E. Simon: Kapj el (díszlet-jelmez) (1990)
- M. Kagel: A népvezér (díszlet jelmez) (1990)
- 0. Wilde: Bunbury (díszlet-jelmez) (1990)
- Bock-Harrnick: Hegedűs a háztetőn (díszlet-jelmez) (1991)
- N. Simon: Pletykák (díszlet-jelmez) (1993)
- Szigligeti: Liliomfi (díszlet-jelmez) (1992)
- Moravetz-Fillár: Noé (díszlet-jelmez) (1992)
- Csajkovszkij: Diótörő (díszlet-jelmez) (1991)
- Bach-Handel: A tánc diadala (díszlet-jelmez) (1992)
- Audiberti: Árad a gazság (jelmez) (1993)
- Kálmán Imre: Marica grófnő (díszlet-jelmez) (1993)
- Huszka: Lili bárónő (díszlet) (1993)
- Szép Ernő: Háromlevelű lóhere (jelmez) (1994)
- Delibes: Coppelia (díszlet-jelmez) (1994)
- Parti Nagy Lajos: Ibusár (díszlet-jelmez) (1994)
- William Shakespeare: Hamlet (jelmez) (1994)
- S. Shepard: Paris-Texas (jelmez) (1994)
- Strauss: A cigánybáró (jelmez) (1994)
- William Shakespeare: Rómeó és Júlia (jelmez) (1994)
- Verebes: Kasszasiker (díszlet) (1994)
- Vörösmarty Mihály: Csongor és Tünde (díszlet-jelmez) (1994)
- Gozsdu Elek: Köd (jelmez) (1994)
- Krúdy Gyula: Vörös Postakocsi (jelmez) (1994)
- P. Weiss: Marat-Sade (díszlet-jelmez) (1995)
- Hrabal: Sörgyári capriccio (jelmez) (1995)
- Aszafjev: Bahcsiszeráji szökőkút (díszlet-jelmez) (1995)
- Kacsóh Pongrác: János vitéz (jelmez) (1995)
- Scribe: Egy pohár víz (jelmez) (1995)
- Schiller: Ármány és Szerelem (jelmez) (1995)
- Szép Ernő: Patika (díszlet) (1995)
- Webster: Amalfi (jelmez) (1996)
- Shaw: My Fair Lady (jelmez) (1996)
- Horváth: Svejk (díszlet-jelmez) (1996)
- Csehov: A Manó (jelmez) (1996)
- N. Simon: Ismerősök (jelmez) (1996)
- William Shakespeare: Ahogy tetszik (jelmez) (1996)
- William Shakespeare: Macbeth (jelmez) (1996)
- Puccini: Tosca (díszlet-jelmez) (1996)
- Dürrenmatt: Csendestárs (jelmez) (1996)
- T. Williams: A vágy villamosa (jelmez) (1996)
- Szirmai: Mágnás Miska (jelmez) (1996)
- Beaumarchais: Figaro házassága (jelmez) (1997)
- Calderon: VIII.Henrik (jelmez) (1997)
- Örkény István: Macskajáték (1997)
- Grabbe: Tréfa, szatíra, irónia. (jelmez) (1997)
- Brecht: Koldus Opera (jelmez) (1998)
- Gogol: Revizor (jelmez) (1998)
- Csokonai Vitéz Mihály: Karnyóné (díszlet) (1998)
- Örkény István: Tóték (díszlet-jelmez) (1998)
- Cain: A postás mindig kétszer csenget (díszlet-jelmez) (1998)
- Fassbinder: Petra von Kant (diszlet-jelmez) (1998)
- Kosztolányi Dezső: Édes Anna (díszlet-jelmez) (1999)
- Csehov: Platonov (jelmez) (1999)
- Ödön von Horváth: Kasimir és Karoline (díszlet-jelmez) (1999)
- William Shakespeare: Othello (jelmez) (1999)
- Molière: Tartuffe (díszlet) (1999)
- Molnár Ferenc: Üvegcipő (díszlet-jelmez) (2000)

## Kiállításai
- 1989 Melbourne
- 1991, 1995 Prága
- 1997 Szöul
- 1998 Tokió, Tel-Aviv

## Külső hivatkozások
- Zeke Edit hivatalos honlapja
- Magyar színházművészeti lexikon
- Artportal.hu
- Zeke Edit a PORT.hu-n (magyarul)
- Zeke Edit az Internet Movie Database oldalon (angolul)